# Sinfonía n.º 102 (Haydn)

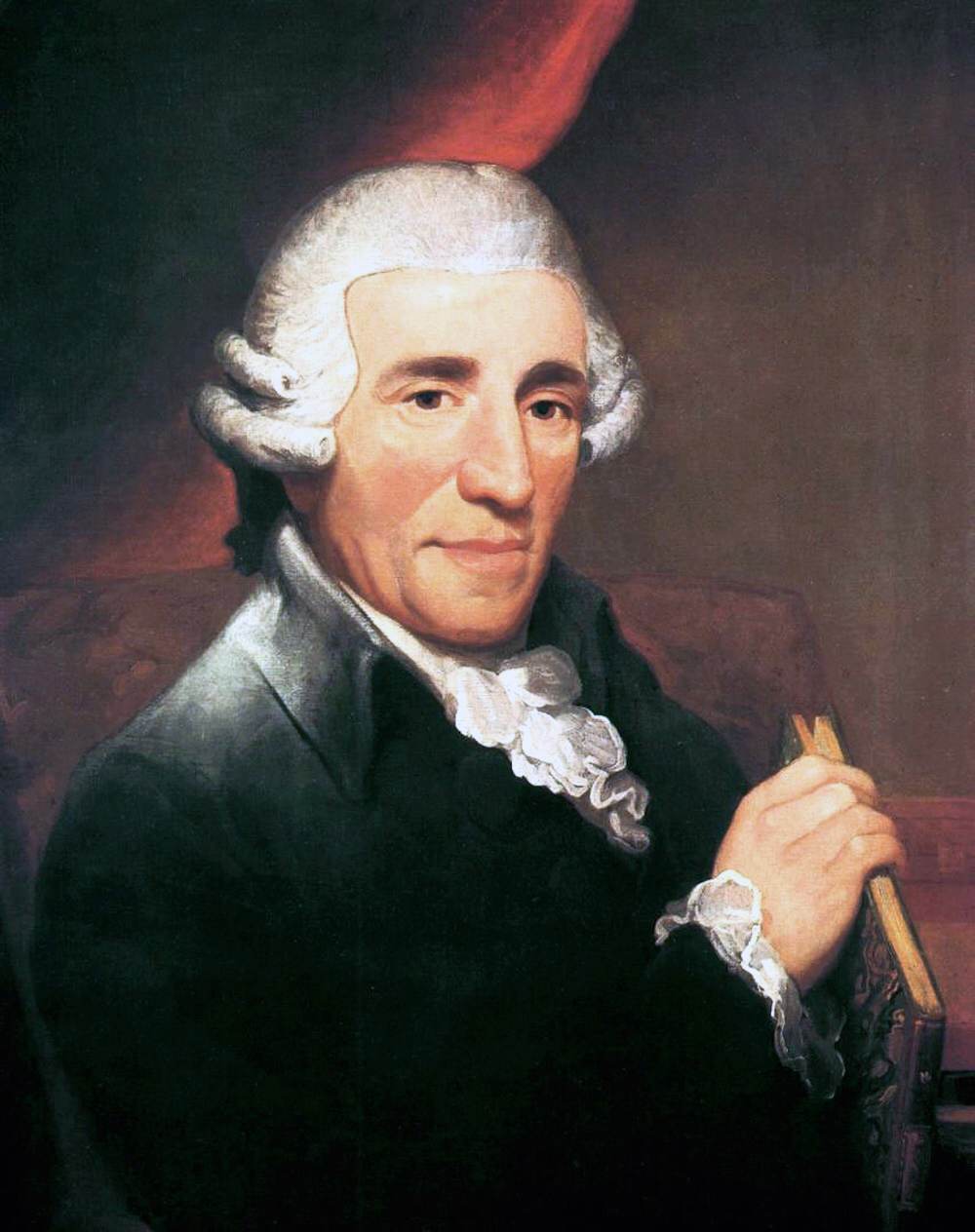
Haydn en 1791.

La Sinfonía n.º 102 en si bemol mayor, Hob. 1:102 fue compuesta por Joseph Haydn en 1794. Es la décima de las denominadas Sinfonías de Londres (n.º 93 - 104).

## Historia

### Composición
La producción sinfónica del maestro austríaco puede dividirse a grandes rasgos en tres bloques temporales: el primer bloque (1757-1761) se corresponde con su periodo al servicio del conde Carl von Morzin (n.º 1 - n.º 5); el segundo bloque en la corte Esterházy (1761-1790 pero con la última sinfonía para el público de Esterházy en 1781); y el tercer bloque (1782-1795) comprende las Sinfonías de París (n.º 82 - n.º 87) y las Sinfonías de Londres (n.º 93 - n.º 104). El 1 de mayo de 1761 el compositor firmó su contrato como vice-kapellmeister (más tarde kapellmeister) de la familia Esterházy, que nominalmente duró 48 años, hasta su muerte.
La composición de esta pieza se desarrolló en 1794. Se conserva la partitura manuscrita autógrafa, de la que se puede consultar una versión digitalizada en la Biblioteca Estatal de Berlín. Haydn había sido compositor de la corte del príncipe Nicolás Esterházy durante 28 años cuando éste murió en 1790. El sucesor de Nicolás, su hijo Antón, no era un gran aficionado a la música y desmanteló en gran medida el entramado musical de la familia. El compositor se trasladó a Viena y no tardó en recibir numerosas ofertas de empleo. La más interesante procedía del violinista y empresario Johann Peter Salomon, que le ofreció una considerable suma de dinero para presentar varias obras nuevas en una serie de conciertos en Inglaterra, en lo que sería su primer viaje fuera de Austria. Su primera estancia en Londres, que fue un gran éxito según todos los testimonios, empezó el 1 de enero de 1791 y finalizó en julio de 1792 con su regreso a Viena. Con motivo de este viaje el compositor escribió una primera serie de seis sinfonías "londinenses" (n.º 93 - 98).
Tras su glorioso primer viaje a Inglaterra, Haydn se enfadó y se desanimó en Viena, donde el príncipe Antón había trasladado la corte. Aunque seguía siendo el kapellmeister oficial de Esterházy y con sueldo completo, no tenía obligaciones. La prensa no se hizo eco de su regreso ni de su gran éxito en el extranjero. Su querido Mozart había muerto y su esposa se comportaba de manera más enfermiza que nunca, al estilo de Jantipa. Además había pasado un desagradable año con el joven y descarado Beethoven, que había venido de Bonn para estudiar con él. Beethoven le dejó claro que Mozart habría sido su primera opción si aún viviera. Por eso, cuando Johann Peter Salomon invitó a Haydn a volver a Inglaterra para dos temporadas más de conciertos, estaba preparado. Consiguió el permiso del príncipe Antón (que le mantenía en nómina como trofeo) y partió de Viena el 19 de enero de 1794, acompañado por su copista y devoto factótum, Joseph Elssler. Ya había completado la n.º 99, así como algunas partes de las n.º 100 y 101. Llegó a Inglaterra en febrero de 1794 y durante los meses siguientes ofreció una nueva temporada de doce conciertos en Hanover Square Concert Rooms, donde una orquesta experta ahora incluía clarinetes. La n.º 102 es la cuarta dentro de la segunda serie de seis sinfonías "londinenses" (n.º 99 - 104) escritas por Haydn para su segunda visita a Inglaterra.

### Estreno y publicación

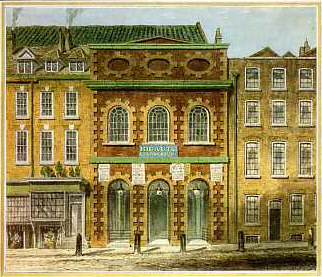
King's Theatre de Londres, lugar del estreno.

El estreno se celebró el 2 de febrero de 1795 en King's Theatre en Londres dirigida por el propio compositor. Muchos expertos creen que en el estreno de la obra se descolgó una lámpara de araña del techo de la sala de conciertos donde se estaba representando. Afortunadamente, el público escapó sin sufrir daños porque invadieron el escenario. Durante un tiempo se creyó que este "milagro" tuvo lugar durante el estreno de su Sinfonía n.º 96.
La primera edición fue llevada a cabo probablemente en 1798 por la editorial N. Simrock que publicó un arreglo para trío con piano. Hacia 1801 Johann André publicó las partes orquestales y hacia 1802 Pleyel la partitura completa.

## Instrumentación
La partitura está escrita para una orquesta formada por:
- Viento madera: 2 flautas, 2 oboes y 2 fagotes.
- Viento metal: 2 trompas y 2 trompetas.
- Percusión: timbales.
- Cuerda: una sección de cuerdas con 2 violines, viola, violonchelo y contrabajo.

En cuanto a la participación del clavecín como bajo continuo en las sinfonías de Haydn existen diversas opiniones entre los estudiosos: James Webster se sitúa en contra; Hartmut Haenchen a favor; Jamie James en su artículo para The New York Times presenta diferentes posiciones por parte de Roy Goodman, Christopher Hogwood, H. C. Robbins Landon y James Webster. A partir de 2019 la mayor parte de las orquestas con instrumentos modernos no utiliza el clavecín como continuo. No obstante, existen grabaciones con clavecín en el bajo continuo realizadas por: Trevor Pinnock (Sturm und Drang Symphonies, Archiv, 1989-1990); Nikolaus Harnoncourt (n.º 6–8, Das Alte Werk, 1990); Sigiswald Kuijken (incluidas las Sinfonías de París y Londres; Virgin, 1988-1995); Roy Goodman (Ej. n.º 1-25, 70-78, 82-87; Hyperion, 2002).
Numerosas fuentes muestran que Haydn dirigió sus sinfonías en los conciertos de Londres inicialmente desde el clavecín y a partir de 1792 desde el pianoforte, como era la práctica interpretativa de la época. Esto indica el uso de un instrumento de teclado (es decir, clavecín o pianoforte) como continuo en las Sinfonías de Londres. Incluso James Webster, uno de los principales detractores del uso del clavecín como continuo, excluye las sinfonías londinenses de su idea de que Haydn no empleó clavecín u otro instrumento de teclado para tocar el continuo. "Y, por supuesto, el argumento se refiere exclusivamente a las sinfonías anteriores a Londres y a las interpretaciones fuera de Inglaterra".

## Estructura y análisis
La sinfonía consta de cuatro movimientos:
- I. Largo – Vivace, en si bemol mayor 2
2
- II. Adagio, en fa mayor 3
4
- III. Menuet. Allegro – Trio, en si bemol mayor 3
4
- IV. Finale. Presto, en si bemol mayor 2
4

La interpretación de esta obra dura aproximadamente entre 20 y 25 minutos. 

### I.Largo– Vivace
El primer movimiento, Largo – Vivace, está escrito en la tonalidad de si bemol mayor, en compás alla breve y sigue la forma sonata. Se abre con una introducción lenta, marcada Largo, que da paso al cuerpo principal del movimiento, marcado Vivace. El ambiguo Largo parece inseguro de su dirección. Comienza con un acorde suave y solemne para la orquesta completa, con un redoble de timbales, anuncia un tema de cuerda. El acorde se repite y luego el tema regresa con mayor extensión, finalmente desplazado por un exuberante Vivace que es en esencia una elaboración de la introducción. Inusualmente para Haydn durante este periodo, el segundo tema es independiente por completo, en lugar de ser una variación del primero. Aunque está puntuado por dos acordes fuertes, es más tenue en comparación e insinúa el modo menor. El desarrollo es uno de los más extensos y dramáticos de Haydn, con los dos temas se intercambian rápidamente y a veces se superponen. La sencilla recapitulación se remata con una coda inusualmente tormentosa.

### II.Adagio
El segundo movimiento, Adagio, está en fa mayor y en compás de 3/4. El movimiento lento aporta un prolongado momento de reposo. Con su involutivo tema principal, que sufre varias metamorfosis, desprende una ligera melancolía que insinúa algo más profundo en sus escasos clímax reforzados por los metales. Se trata de una orquestación del segundo movimiento del Trío para piano, Hob. XV:26 también transcrito para fa sostenido mayor y fa mayor. Aquí aparece en fa mayor, pero también se encuentra en una transposición en fa sostenido mayor en el movimiento central del Trío para piano, Hob. XV:26. Las repeticiones del trío fueron escritas en la sinfonía permitiendo cambios en la orquestación en la segunda repetición. La versión orquestal cuenta con un acompañamiento de tresillos ondulantes en los violonchelos, mientras que en el trío para piano el violonchelo simplemente dobla la línea de bajo.

### III.Menuet. Allegro – Trio
El tercer movimiento, Menuet. Allegro – Trio, está en si bemol mayor y en compás de 3/4. El minueto aligera de nuevo el ambiente, con su tema despreocupado salpicado de notas de gracia al principio de casi cada compás. El trío, interpretado fundamentalmente por el oboe y el fagot, apenas sugiere la melancolía del movimiento lento, que desaparece con el regreso de la primera sección.

### IV.Finale. Presto
El cuarto y último movimiento, Finale. Presto, retoma la tonalidad inicial y el compás es 2/4. En el Finale no tiene cabida la melancolía. Está construido sobre una de las típicas melodías rápidas de cuerda de Haydn, aquí interrumpida por pequeños chisporroteos de las maderas. La melodía se desarrolla de manera minuciosa a lo largo del movimiento, con momentos extenuantes y protobeethovenianos que chocan con episodios ingeniosos que podrían haberse trasplantado sin problema a cualquier obertura de ópera francesa escrita en las cinco décadas siguientes. De hecho, los analistas hacen hincapié en los momentos en los que esta sinfonía predice la llegada de Beethoven: los enérgicos unísonos que detienen el avance del movimiento inicial, la conclusión del segundo movimiento, que resulta insólitamente musculosa para un movimiento tan suave, el minueto, más bien alborotado, y el frecuente equilibrio entre enunciados fuertes y suaves del Finale.

## Recepción de la obra
Fue recibida con entusiasmo en su estreno londinense y es aún considerada por la crítica como una de las mejores obras sinfónicas de Haydn, quizás incluso su mejor sinfonía. No obstante, ésta es curiosamente una de las menos interpretadas de las últimas veintitantas sinfonías de Haydn. Carece de sobrenombre y de grandes bromas musicales, pero según Reel esa es una razón superficial para su olvido.